# OR56A1
OR56A1 (англ. Olfactory receptor family 56 subfamily A member 1) – білок, який кодується однойменним геном, розташованим у людей на короткому плечі 11-ї хромосоми. Довжина поліпептидного ланцюга білка становить 318 амінокислот, а молекулярна маса — 35 823.
| 10         |  | 20         |  | 30         |  | 40         |  | 50         |
| ---------- |  | ---------- |  | ---------- |  | ---------- |  | ---------- |
| MIQPMASPSN |  | SSTVPVSEFL |  | LICFPNFQSW |  | QHWLSLPLSL |  | LFLLAMGANT |
| TLLITIQLEA |  | SLHQPLYYLL |  | SLLSLLDIVL |  | CLTVIPKVLA |  | IFWYDLRSIS |
| FPACFLQMFI |  | MNSFLPMESC |  | TFMVMAYDRY |  | VAICHPLRYP |  | SIITNQFVAK |
| ASVFIVVRNA |  | LLTAPIPILT |  | SLLHYCGENV |  | IENCICANLS |  | VSRLSCDNFT |
| LNRIYQFVAG |  | WTLLGSDLFL |  | IFLSYTFILR |  | AVLRFKAEGA |  | AVKALSTCGS |
| HFILILFFST |  | ILLVVVLTNV |  | ARKKVPMDIL |  | ILLNVLHHLI |  | PPALNPIVYG |
| VRTKEIKQGI |  | QKLLQRGR   |  |            |  |            |  |            |

A: Аланін

C: Цистеїн

D: Аспарагінова кислота

E: Глутамінова кислота

F: Фенілаланін

G: Гліцин

H: Гістидин

I: Ізолейцин

K: Лізин

L: Лейцин

M: Метіонін

N: Аспарагін

P: Пролін

Q: Глутамін

R: Аргінін

S: Серин

T: Треонін

V: Валін

W: Триптофан

Кодований геном білок за функціями належить до рецепторів, g-білокспряжених рецепторів, білків внутрішньоклітинного сигналінгу. 
Локалізований у клітинній мембрані.